# Mesiphiastus pallidus
Mesiphiastus pallidus är en skalbaggsart som först beskrevs av Aurivillius 1917.  Mesiphiastus pallidus ingår i släktet Mesiphiastus och familjen långhorningar. Inga underarter finns listade i Catalogue of Life.